# Rubén Villalobos Herrera
Rubén Villalobos Herrera (Villavicencio, Meta, 1983) es un violador y asesino en serie colombiano. Es conocido por el alias de «El monstruo de Caños Negros».
Según las autoridades, Villalobos Herrera violó a varias mujeres y cometió entre 9 y 11 asesinatos en Villavicencio. Se sabe que violaba a mujeres jóvenes e incluso figura una señora de la tercera edad.

## Asesinatos y violaciones
Villalobos Herrera cometió los asesinatos y las violaciones entre 2012 y 2017 en un sector conocido como los caños negros, localizado en el municipio de Villavicencio. Todas las víctimas fueron mujeres y eran seleccionadas de forma aleatoria y cuyas edades estaban entre los 20 y 70 años aproximadamente. El modus operandi consistía en abordar a las mujeres con la excusa de transportarlas gratuitamente hacia sus lugares de residencia por medio de un motocarro, vehículo que utilizaba como medio de trabajo en la empresa. Villalobos Herrera se desviaba de la ruta con las mujeres a bordo y las conducía a lugares lejanos e inhóspitos como potreros. En el lugar, las violaba y asesinaba con una piedra, posteriormente realizaba actos de necrofilia.
Aunque se reportaron 11 asesinatos, dos de sus potenciales víctimas lograron escapar.

## Juicio y condena
Villalobos Herrera fue capturado por funcionarios de la Fiscalía General de la Nación y la Sijin en Covisán, Villavicencio, Meta. En un principio, fue declarado culpable por feminicidio, tentativa de homicidio y acceso carnal violento, después trasladado a una cárcel para varones por un juez municipal de Villavicencio. Se espera la sentencia definitiva que oscila entre los 41 y 50 años de prisión.